# Diàspora tibetana

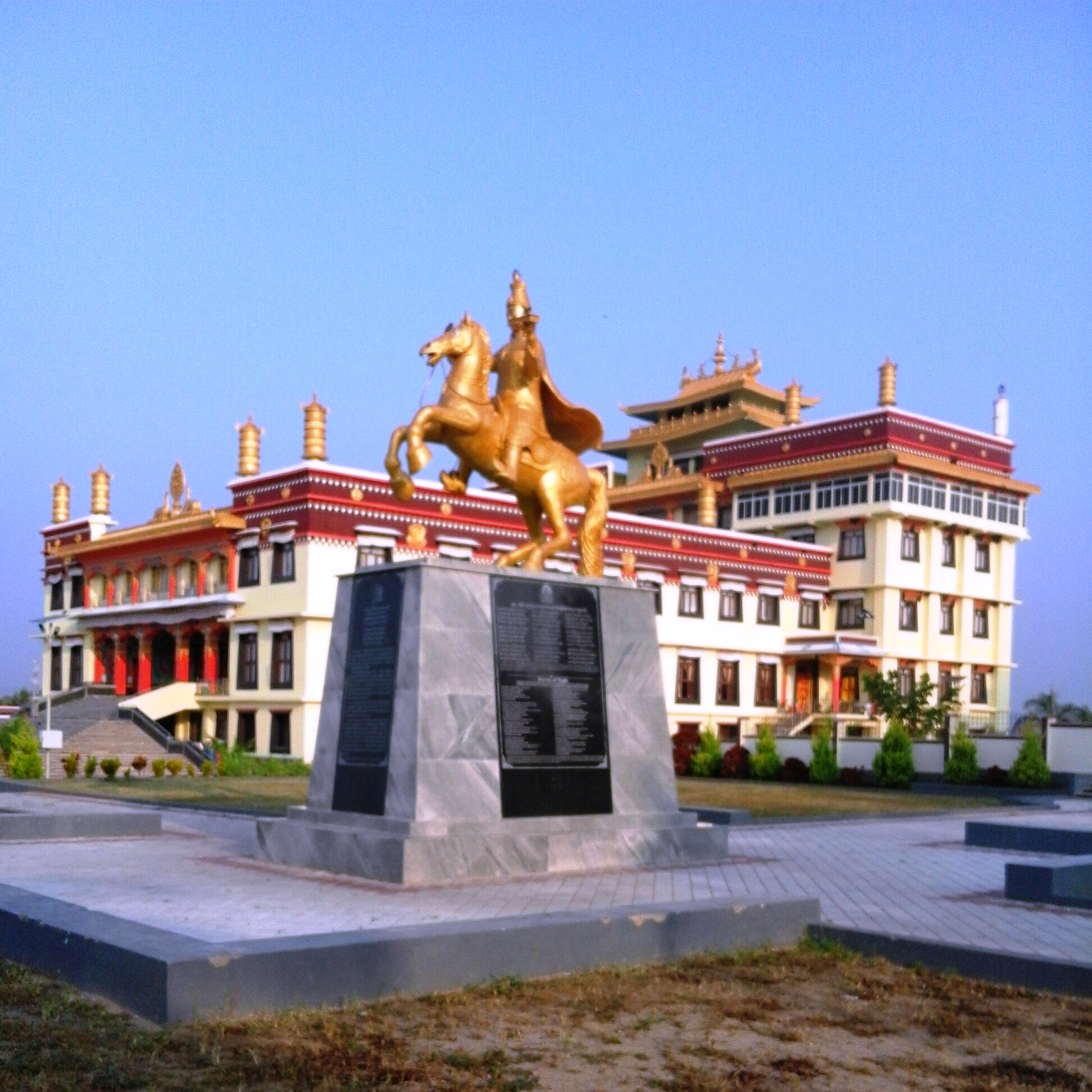
Monestir de Tashi Lhunpo a Bylakuppe, Índia

La diàspora tibetana és la diàspora dels tibetans que viuen fora del Regne del Tibet, principalment durant la primera meitat del segle xx.
L'emigració tibetana té tres etapes diferents. La primera etapa va ser l'any 1959 després de la fugida del 14è Dalai Lama a Dharamshala a l'Índia, per por de la persecució de l'Exèrcit Popular d'Alliberament de la Xina. La segona etapa es va produir a la dècada de 1980, quan la Xina va obrir parcialment el Tibet als estrangers. La tercera etapa va començar l'any 1996 i continua avui encara que amb menys freqüència. Hi ha una tensió social considerable entre els refugiats de la primera i la segona onada, coneguts com a "tibetans Shichak" i els de la tercera onada, coneguts com a "tibetans de Sanjor". Els tibetans nouvinguts consideren l'etiqueta 'Sanjor' com a pejorativa. Robbie Barnet, professor de la Universitat de Londres, especula que el cas de Baimadaiji Angwang als EUA, un membre de l'ètnia tibetana nascut al Tibet, podria empitjorar la situació de desconfiança mútua entre els dos grups socials, i potencialment esdevenir una barrera per a la unitat de la diàspora tibetana.
No tota l'emigració del Tibet és permanent; alguns pares del Tibet van enviar els seus fills a les comunitats de la diàspora per rebre una educació budista tibetana tradicional. El cens de 2009 va registrar uns 128.000 tibetans a l'exili, amb la part més nombrosa de la comunitat vivint a l'Índia, Nepal i Bhutan. No obstant això, el 2005 i el 2009 hi havia estimacions de fins a 150.000 vivint a l'exili.

## Orígens i nombres
L'Administració Central Tibetana (CTA) proporciona un Llibre Verd -una mena de certificat d'identitat tibetà- als refugiats tibetans. Segons una enquesta de la CTA del 2009, 127.935 tibetans es van registrar a la diàspora: a l'Índia 94.203; al Nepal 13.514; a Bhutan 1.298; i a la resta del món 18.920. No obstant això, el seu nombre s'estima en fins a 150.000, tal com han esmentat tant Edward J. Mills et al. el 2005 i pel 14è Dalai Lama el 2009.

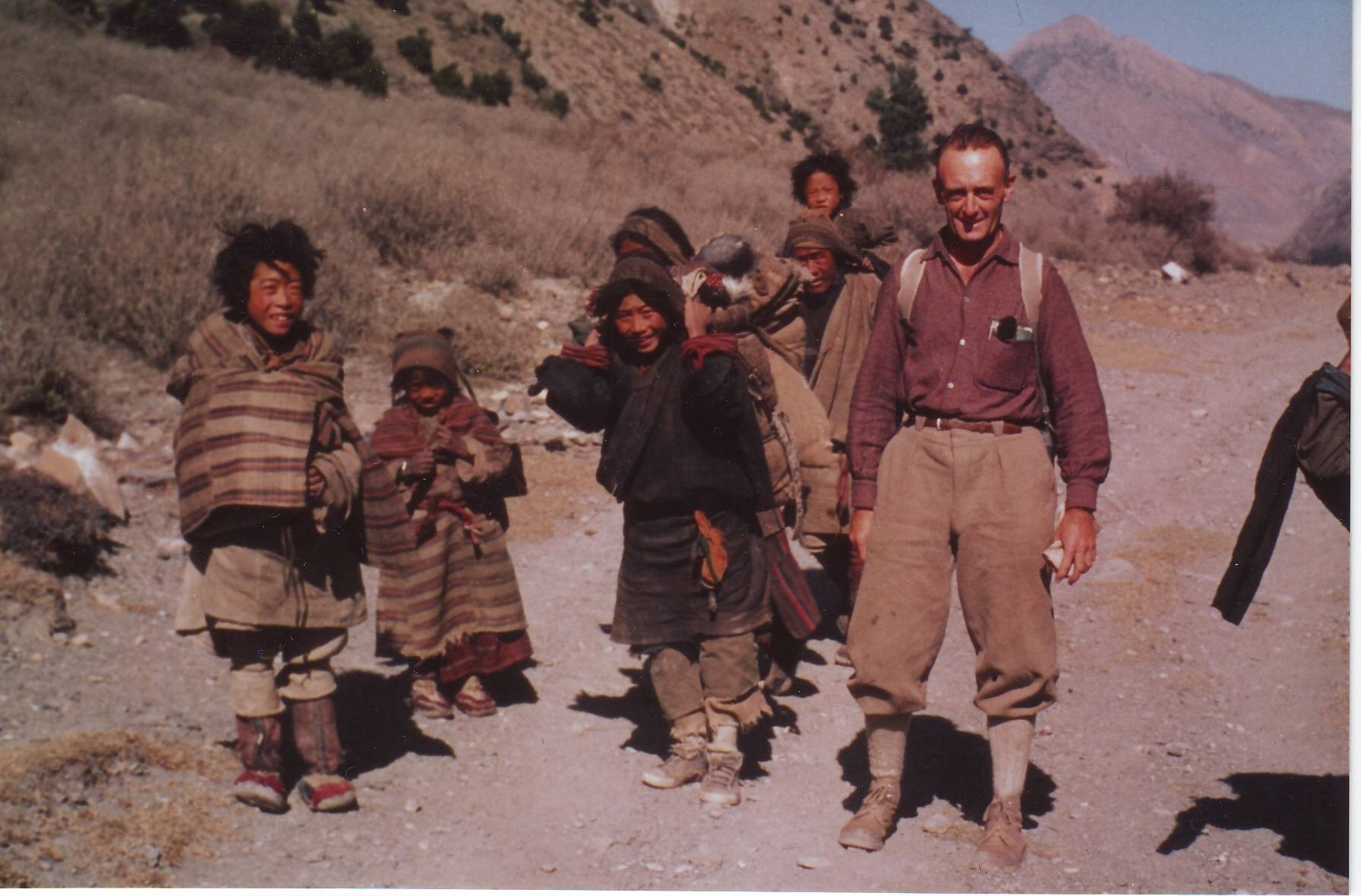
Rene de Milleville amb refugiats tibetans a la vall de Gandaki, prop de Jomosom, Nepal, octubre de 1966. Les corretges del cap són per portar càrregues pesades. La majoria dels refugiats tibetans passen pel Nepal fins a l'Índia, on resideix el 14è Dalai Lama.

La més gran de les altres comunitats es troba als Estats Units, Canadà (p Toronto), el Regne Unit, Suïssa, Noruega, França, Taiwan i Austràlia.

### Primera onada
Durant l'aixecament tibetà de 1959, el 14è Dalai Lama i alguns del seu govern van fugir a l'Índia. De 1959 a 1960, uns 80.000 tibetans van seguir el Dalai Lama a l'Índia a través de l'Himàlaia. Els vols continuats, estimats entre 1.000 i 2.500 a l'any, van augmentar aquestes xifres fins a 100.000. El moviment de refugiats durant aquest temps de vegades es coneix com a "èxode". En una resolució de l'Assemblea General de les Nacions Unides el 1961 s'afirmava que la presència de refugiats tibetans als països veïns era una "evidència" de l'abús dels drets civils al Tibet.

### Segona onada
Després de l'obertura del Tibet a la dècada de 1980 al comerç i al turisme, es va produir una segona onada d'èxode tibetà a causa de la creixent repressió política. Entre 1986 i 1996, 25.000 tibetans es van unir i van augmentar un 18% la seva comunitat exiliada a l'Índia. Aquest moviment de refugiats durant aquesta segona onada es coneix de vegades com un "segon èxode".
Segons un cable nord-americà publicat pel fundador de WikiLeaks , Julian Assange, de 1980 a novembre de 2009, 87.096 tibetans van arribar a l'Índia i es van registrar al centre de recepció de Dharamsala, mentre que 46.620 van tornar al Tibet després d'un pelegrinatge a l'Índia. La majoria dels que s'allotgen són nens que van a l'escola dels pobles infantils tibetans.

### Tercera onada i en curs: era Sanjorwa

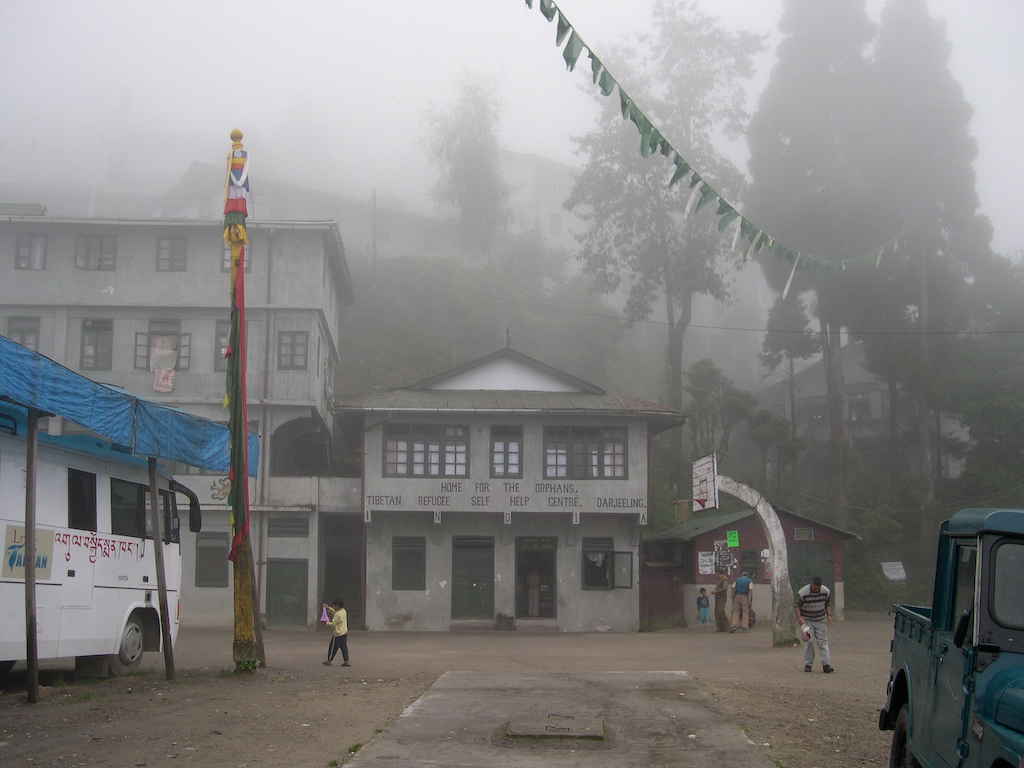
Hill Top Shop del Centre d'autoajuda per a refugiats tibetans a Darjeeling, Índia, al setembre de 2004. Es va establir el 2 d'octubre de 1959, el mateix any que el primer ministre Nehru va donar refugi al 14è Dalai Lama Tenzin Gyatso com a Administració Central Tibetana a l'exili.

Un gran nombre de refugiats tibetans van arribar a l'Índia a la dècada de 1990 després d'una llarga aturada des de 1979. Aquests nous migrants es van guanyar l'epítet de "Sanjor" o nouvingut, a causa del seu estatus de recent arribada. Un documental de 2008 dirigit per Richard Martini afirmava que entre 3.000 i 4.500 tibetans arriben a Dharamsala cada any. La majoria dels nous immigrants són nens que són enviats a escoles culturals tibetanes. Molts activistes polítics, inclosos monjos, també han travessat el Nepal fins a l'Índia. Hi ha llacunes culturals importants entre els emigrants tibetans recents (gsar 'byor pa, o "nouvingut") i els tibetans nascuts a l'Índia. Els tibetans més establerts de la diàspora rebutgen els tibetans del Tibet que recentment van escapar-hi i que veuen pel·lícules xineses, canten música xinesa i saben parlar mandarí, amb un estatus dins la comunitat tibetana. El Dalai Lama anima a aprendre diversos idiomes i ell mateix en pot parlar.
Al món de la diàspora tibetana hi ha una actitud prejudicial contra la tercera onada d'immigrants tibetans de 1959. Els nouvinguts (arribades posteriors a la dècada de 1990) reben el nom de "Sanjor" pels tibetans establerts i s'enfronten a la discriminació social als assentaments tibetans. Les relacions socials són tenses i els matrimonis entre generacions són rars. Hi ha un fort sentiment de tribalisme entre diversos grups d'emigrants que ha donat lloc a agressions físiques entre monestirs del sud de l'Índia i immigrants de primera onada a la regió. Lobsang Sangay, actual president de la CTA, s'ha compromès a crear unitat i comprensió mútua entre sanjors i shichaks, però Mcdonald assenyala que fins al 2013 no s'havia produït cap efecte substantiu de resolució de conflictes.

## A l'Índia

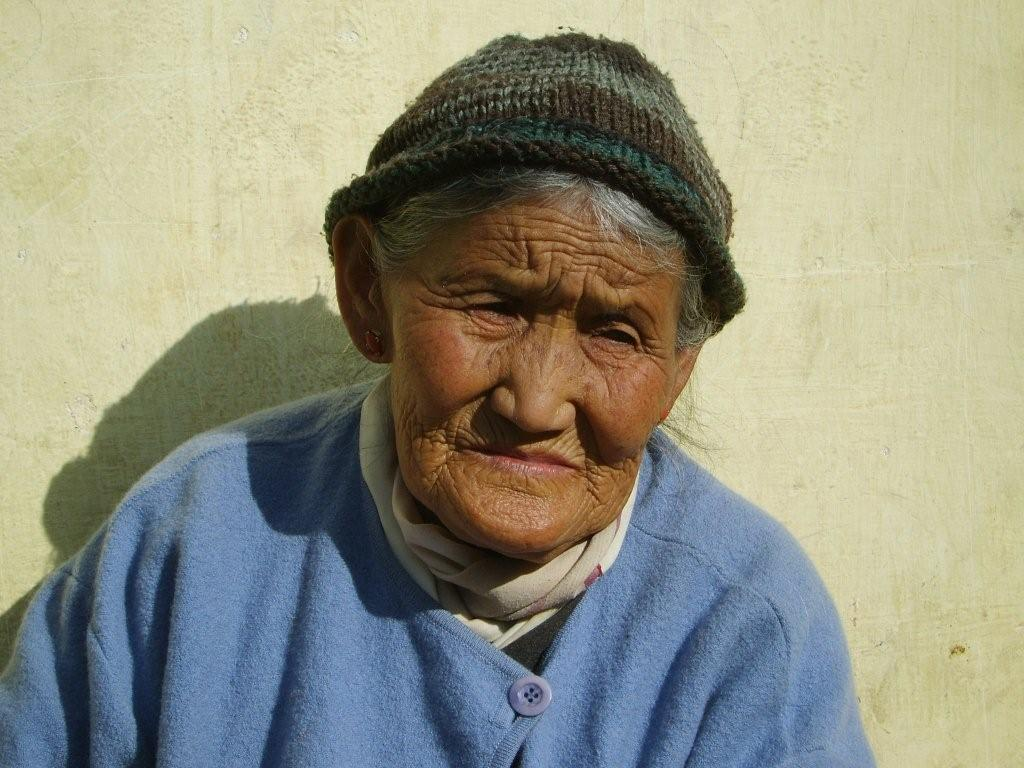
Dona tibetana al camp de refugiats indi

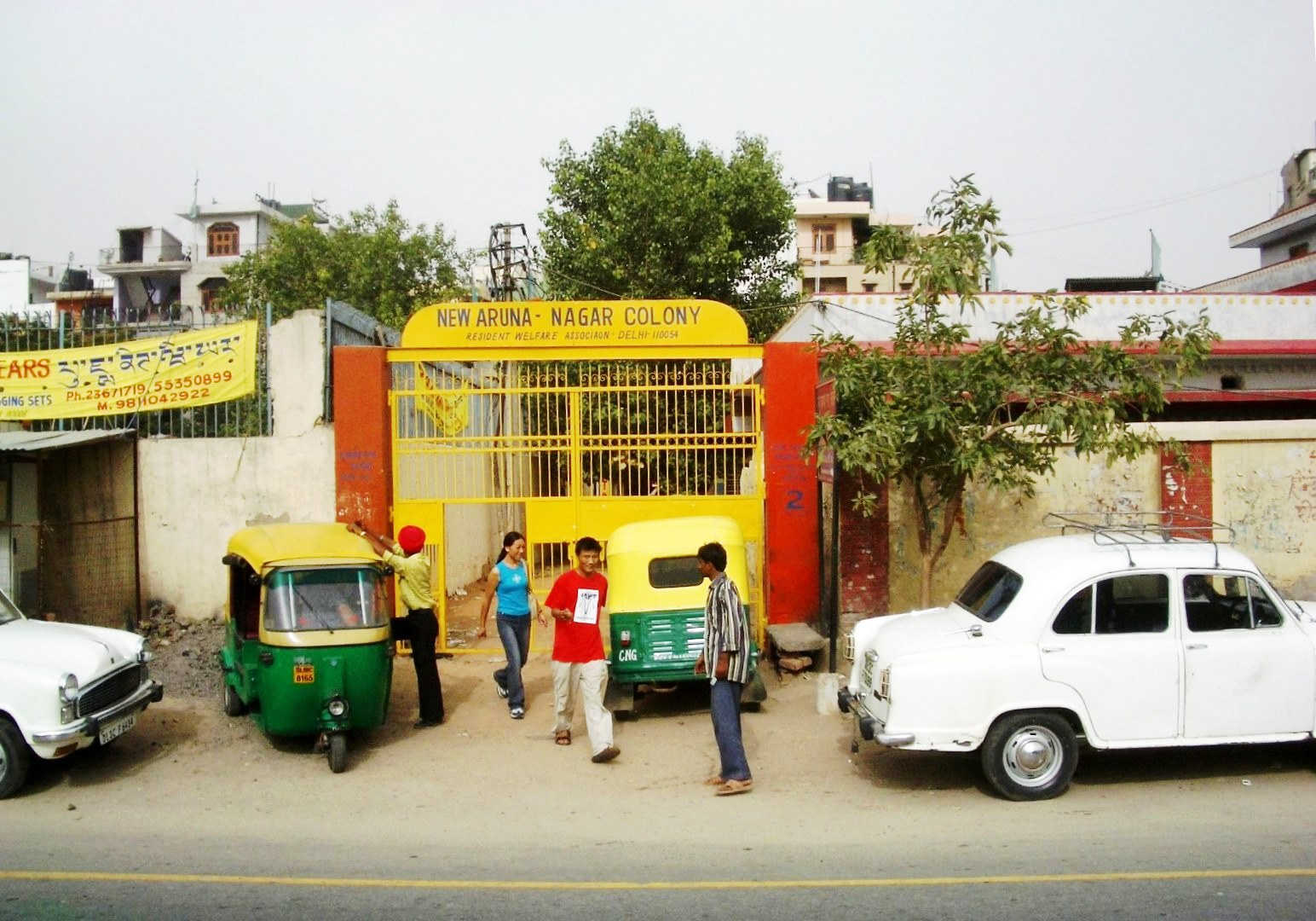
Nou assentament tibetà Aruna-Nagar, Delhi

### Organitzacions
La principal organització de la diàspora tibetana és l'Administració Central Tibetana del 14è Dalai Lama amb seu al suburbi de McLeod Ganj de la ciutat de Dharamsala a l'Índia. La CTA manté oficines tibetanes al Tibet a 10 països. Aquestes actuen com a ambaixades de facto de les oficines de cultura i informació de la CTA i proporcionen efectivament una mena d'ajuda consular als tibetans. Tenen la seu a Nova Delhi, Índia; Nova York, EUA; Ginebra, Suïssa; Tòquio, Japó; Londres, Regne Unit; Canberra, Austràlia; París, França; Moscou, Rússia; Pretòria, Sud-àfrica; i Taipei, Taiwan. Les ONG de la diàspora tibetana a l'exili s'ocupen de la vida cultural i social de la diàspora, la preservació del patrimoni cultural i la promoció de la independència política tibetana.
La primera organització no governamental del Tibet que es va establir a l'exili a l'Índia va ser el Centre Tibetà per als Drets Humans i la Democràcia. CTDHD investiga i informa sobre qüestions de drets humans al Tibet i entre les minories tibetanes a tota la Xina.

### Educació
L'Administració central educativa tibetana amb seu a Nova Delhi és una organització autònoma establerta el 1961 amb l'objectiu d'establir, gestionar i ajudar les escoles a l'Índia per a l'educació dels nens tibetans que viuen a l'Índia alhora que es preserva i es promou la seva cultura i patrimoni. Segons la informació de la seva pròpia pàgina web, l'any 2009 l'Administració gestionava 71 escoles a les zones de concentració de població tibetana, amb uns 10.000 alumnes inscrits des d'educació infantil fins a la classe XII, i amb 554 professors. Segons la informació a la pàgina web del ACT, a partir del 13.01.2009. hi havia 28 escoles ACET la matrícula de les quals era de 9.991 alumnes.
L'any 2009, els Pobles Infantils tibetans van establir el primer col·legi superior tibetà a l'exili a Bangalore (Índia) que es va anomenar "L'Institut Dalai Lama per a l'Educació Superior". Els objectius d'aquesta organització són ensenyar llengua i cultura tibetanes, així com ciències, arts, orientació educativa i tecnologia de la informació.

### Migració dels assentaments a l'Índia
La migració de joves dels assentaments tibetans a l'Índia és un motiu de preocupació greu, ja que amenaça amb la marginació la identitat i la cultura tibetanes a l'exili. Segons Tenzin Lekshay, la majoria dels assentaments a l'exili estan custodiats per gent gran, algunes escoles establertes als assentaments estan a punt de tancar per falta d'alumnes i els graduats s'escampen a les ciutats índies per la manca d'oportunitats laborals a la comunitat.
Segons Nawang Thogmed, un funcionari de la ACT, els problemes més citats per als tibetans recentment migrats a l'Índia són la barrera lingüística, la seva antipatia pel gastronomia india i el clima del país, que fa que la roba tibetana sigui incòmoda. Alguns exiliats també temen que la seva cultura tibetana s'estigui diluint a l'Índia.

## A Bhutan
Pocs tibetans es van establir a Bhutan després de 1959, ja que el país s'utilitzava principalment com a ruta de trànsit cap a l'Índia. No obstant això, el 1961, després de les creixents tensions entre la Xina i l'Índia, l'Índia va segellar la seva frontera nord amb Bhutan, fet que va fer que Bhutan organitzés una reunió d'emergència amb el Govern de l'Índia (GOI) i la ACT per tractar amb els tibetans atrapats al país. El govern de Bhutan va acceptar acollir 4000 colons, encara que els bhutanesos corrents es van sentir cada cop més ressentits amb els immigrants tibetans a causa de la seva negativa a l'assimilaciuó cultural ala cultura butanesa. El 1974, 28 tibetans, inclòs el representant del 14è Dalai Lama a Thimphu, van ser arrestats i acusats d'una conspiració per assassinar el rei Jigme Singye Wangchuck. Quan l'ACT es va negar a proporcionar proves de la seva innocència, les relacions entre Bhutan i Dharamshala es van agreujar, i el 1979, el govern de Bhutan va anunciar que qualsevol tibetà del país que no prengués la ciutadania bhutanesa seria repatriat a la Xina. Malgrat l'oposició de la ACT, 2300 tibetans van sol·licitar la ciutadania bhutanesa; la major part de la resta es va tornar a instal·lar a l'Índia.